# Cereșneve, Kuibîșeve
Cereșneve (în ucraineană Черешневе) este un sat în comuna Biloțerkivka din raionul Kuibîșeve, regiunea Zaporijjea, Ucraina.

## Demografie
Componența lingvistică a localității Cereșneve
     Ucraineană (92,59%)
     Rusă (5,56%)
     Română (1,85%)
Conform recensământului din 2001, majoritatea populației localității Cereșneve era vorbitoare de ucraineană (92,59%), existând în minoritate și vorbitori de rusă (5,56%) și română (1,85%).